# 464 (tal)
464 är det naturliga talet som följer 463 och som följs av 465.

## Inom vetenskapen
- 464 Megaira, en asteroid.

## Inom matematiken
- 464 är ett jämnt tal.
- 464 är ett sammansatt tal.
- 464 är ett lyckotal.
- 464 är ett praktiskt tal.
- 464 är ett ymnigt tal
- 464 är ett primitivt ymnigt tal
- 464 är ett Pentanaccital.
- 464 är ett palindromtal i det decimala talsystemet.